# Rudolf Friedrich
Rudolf Friedrich (Winterthur, 4 luglio 1923 – Winterthur, 15 ottobre 2013) è stato un politico svizzero del Partito Liberale Radicale, consigliere federale dal 1982 al 1984.

## Biografia
Conseguì il dottorato in diritto all'Università di Zurigo nel 1947. Nel 1957 aprì uno studio legale a Winterthur, la sua città natale, dopodiché iniziò la sua carriera politica: dal 1962 al 1975 fu consigliere comunale a Winterthur, dopodiché fu eletto al Gran Consiglio del Canton Zurigo (1967-1977).
Entrò in Consiglio nazionale il 1º dicembre 1975, rimanendovi fino al 1982. In Consiglio nazionale si distinse come fautore di una difesa nazionale forte, e criticò il movimento pacifista.
Friedrich fu eletto al Consiglio federale l'8 dicembre 1982, ottenendo 130 voti al primo scrutinio, superando la soglia della maggioranza assoluta per sette voti. Durante il mandato, Friedrich diresse il Dipartimento federale di giustizia e polizia. Sostenne una riforma del diritto matrimoniale in chiave paritaria, e si batté per una ridistribuzione dei diritti e dei doveri tra la Confederazione e i singoli cantoni, e per l'accesso della Svizzera all'ONU, cosa che sarebbe avvenuta solo nel 2002. Si dimise dal Consiglio federale il 20 ottobre 1984 per motivi di salute.